# ناروتو شيبودن (الموسم 6)

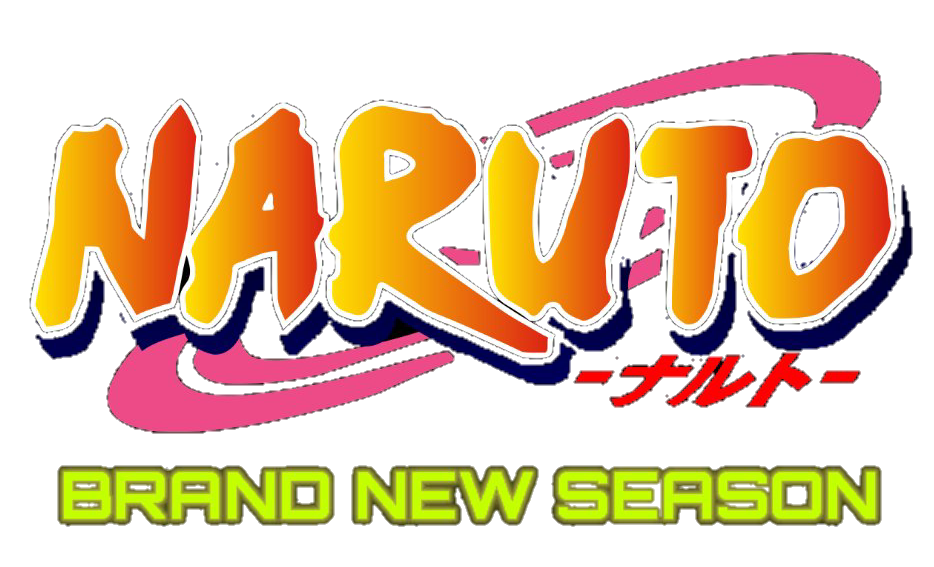
ناروتو

الموسم السادس من مسلسل ناروتو شيبودن والذي يضم 31 حلقة من الأنمي، أخرجه هياتو ديت وأنتجه ستوديو بييرو و‌تلفزيون طوكيو. أحداث الموسم مبنية على مانغا ناروتو ابتداءً من الفصل 343 حتى 402 بواسطة ماساشي كيشيموتو. بدأ بث الموسم في 11 يونيو 2009 على تلفزيون طوكيو في اليابان وانتهى البث في 14 يناير 2010. تدور أحداث الموسم حول مهمة ساسكي أوتشيها سعيًا للانتقام من شقيقه إيتاتشي أوتشيها لأنه قام بإفناء عشيرتهما. يتضمن الموسم أيضًا قصتين تركزان على ماضي كل من كاكاشي هاتاكي و‌جيرايا. عنوان هذا الموسم حسب أقراص الديفيدي الخاص به هو نبوءة المعلم والانتقام (師の予言と復讐 شي نو يوغين تو فوكوشو) الصادر من أنيبليكس. سُمي الموسم على الإنترنت باسم «مطاردة إيتاتشي».
صدرت مجلدات الديفيدي السبعة في اليابان ما بين 13 يناير 2010 و17 يناير 2011. النسخة المحدودة من الديفيدي السابع المسماة «نبوءة المعلم والانتقام» مع ديفيدي إضافي مميز يسمي خلف ستائر (كواليس) الأوتشيها مخلوطة بلقطات من الحلقات. الحلقتان 119 و120 صدرتا كإصدار منفصل في 16 ديسمبر 2009 بعنوان سجلات كاكاشي: حياة الأولاد على أرض المعركة (カカシ外伝～戦場のボーイズライフ～ كاكاشي غايدن ~ سينجو نو بويزو رايفو ~).
يحتوي الموسم على خمس أغان: شارتا بداية وثلاث شارات نهاية. "وهج اليراعات" (ホタルノヒカリ هوتارو نو هيكاري) بواسطة إيكيمونو غاكاري وقد استخدمت شارةً للبداية من الحلقة 113 حتى الحلقة 128، متابعة استخدامها شارةً للبداية من الموسم السابق. وقد استبدلت في الحلقة 129 بالأغنية «إشارة» بواسطة فلو. شارة النهاية الأولى هي "نفس عميق" (深呼吸 شينكوكيو) بواسطة سوبر بيفر وقد استخدمت للحلقات الثلاثة الأولى فقط من الموسم. استخدمت «إجابتي» بواسطة سيمو شارةً لنهاية الحلقات 116 حتى 128. استبدلت في الحلقة 129 بالأغنية "لقد كان أنت" (おまえだったんだ أوماي داتاندا) بواسطة كيشيدان واستمرت حتى الحلقة 141. استبدلت بالأغنية «لأجلك» بواسطة أزو في الحلقة 142. الفيلم الثالث لناروتو، فيلم ناروتو شيبودن: إرادة النار صدر في 1 أغسطس 2009. نسخ بث الحلقات من 119 وحتى 124 تحتوي على لقطات من الفيلم في شارات البداية، مع إبقاء الأغنية «وهج اليراعات» بواسطة إيكيمونو غاكاري.

## قائمة الحلقات
| رقم الحلقة | عنوان الحلقة | فصول المانغا                                                | تاريخ العرض الأصلي                                          |
| مهمة مطاردة إيتاتشي (イタチ追跡任務 إيتاتشي تسويسيكي نينمو) | مهمة مطاردة إيتاتشي (イタチ追跡任務 إيتاتشي تسويسيكي نينمو)                                                                                 | مهمة مطاردة إيتاتشي (イタチ追跡任務 إيتاتشي تسويسيكي نينمو) | مهمة مطاردة إيتاتشي (イタチ追跡任務 إيتاتشي تسويسيكي نينمو) |
| --- | --- | ----------------------------------------------------------- | ----------------------------------------------------------- |
| 113 | «بؤبؤ الأفعى» "دايجا نو دوكو" (大蛇の瞳孔)                                                                                                  | 343                                                         | 11 يونيو 2009                                               |
| تكتشف تسونادي أن الأكاتسكي قد قبضت على ذي الثلاث ذيول أما في الغرفة الخاصة بأوروشيمارو في مخبأه كان يحتضر بشدة ثم يهاجمه ساسكي بضربة برق من وراء باب الغرفة ثم يحطمه بسيفه ويدخل إلى الغرفة ويستعمل ضربة البرق لتكبيل يديه ويهاجمه بسيفه لكن أوروتشيمارو يخرج من جسده على شكل أفعى ضخمة ثم يبدأ بتذكر طفولته. | |                                                             |                                                             |
| 114 | «عين الصقر» "تاكا نو هيتومي" (鷹の瞳) | 344-346                                                     | 18 يونيو 2009                                               |
| يقطع ساسكي رأس الأفعى لكن أوروتشيمارو يتمكن من إدخاله إلى البعد الخاص به حيث يستولي على أجساد الأخرين، بينما يعد كابوتو بعد الجرعات الخاصة لأوروتشيمارو ويذهب لغرفته لكنه يجد ساسكي واقفا هناك، ويسأله إن هو صاحب الجسد أم أوروتشيمارو ويرد عليه إحزر أنت ويدخله إلى بعد أوروتشيمارو بالشارينغان وعندما إقترب أوروتشيمارو من ساسكي حول ساسكي البعد بأكمله لصالحه وقاضى على أوروتشيمارو، ويندهش كابوتو ثم يرحل ساسكي. | |                                                             |                                                             |
| 115 | «نصل زابوزا» "زابوزا نو دايتو" (再不斬の大刀)                                                                                               | 346-347                                                     | 25 يونيو 2009                                               |
| يذهب ساسكي وسويغتسو للبحث عن سيف زابوزا ميموتشي وحش الضباب القاتل الصامت الذي سبق وتقاتل مع فريق ناروتو وهزمه كاكاشي؛ لكن عندما يذهب ساسكي لقبر زابوزا يجد أن السيف لم يعد في مكانه عند القبر فيذهب إلى مقهى ومن المقهى يعرف أن السيف عند تازونا بناء الجسور الذي حماه فريق ناروتو سابقا لكن عندما يذهب لقرية تازونا يكتشف أن تازونا قد سافر لبلد بعيد ويخبره أحد نجاري القرية أن السيف قد أخذه الإقطاعي تينزين ولديه العديد من الحراس فيذهب ساسكي وسوغيتسو لاستعادة السيف وبعد معركة طويلة يأخذان السيف ويكون خبر قتل ساسكي لأوروتشيمارو قد انتشر حتى في تلك القرية. | |                                                             |                                                             |
| 116 | «حراس الحائط الحديدي» "تيبيكي نو بانين" (鉄壁の番人)                                                                                        | 348                                                         | 2 يوليو 2009                                                |
| يذهب ساسكي وسويغتسو لمخبأ أوروتشيمارو الذي يحتفظ فيه بتجاربه والذي تحرسه كارين ويلاحظ ساسكي منذ وصوله للمنطقة محاولات حفر السجناء للهرب من السجن الموجود في ذلك المكان ثم يطلب من سويغتسو أن يفتح باب المخبأ بسيف زابوزا لكن سويغتسو يقول لساسكي أنه لماذا لا تفتحه بسيفك فيرد عليه ساسكي بأن الذي معه أنسب لهذا الأمر ثم يحطم سويغتسو الباب ويدخلان ويمران على السجناء فيلاحظ السجناء عدم مجيء أوروتشيمارو مع ساسكي فتصبح إشاعة قتل أوروتشيمارو شبه مؤكدة بالنسبة لهم ثم يقابل ساسكي وسويغتسو كارين التي تكون متشوقة لقدوم ساسكي وفي نفس الوقت مشمئزة من سويغتسو ويطلب ساسكي منها الإنضمام إليه فترفض في البداية ثم توافق في النهاية ويكون هدف ساسكي من ضمها هو أنها لديها مهارة الإستشعار بالتشاكرا ثم ينطلق ثلاثتهم للمخبأ الشمالي لأوروتشيمارو حيث يحتفظ بالدمى البشرية ويذهبون إلى هناك لضم جوغو. | |                                                             |                                                             |
| 117 | «جوغو من المخبأ الشمالي» "كيتا أجيتو نو جوغو" (北アジトの重吾)                                                                              | 349-351                                                     | 9 يوليو 2009                                                |
| يكتشف ناروتو وساكورا أن ساسكي قد قتل أوروتشيمارو من خلال جيرايا، ثم يذهب ساسكي ورفيقاه إلى المخبأ الشمالي لضم ٱخر عضو يدعى جوغو ثم يقتحمان المخبأ حيث كان يحتفظ أوروتشيمارو بوحوشه ويبدأون بفتح الزنزانات الواحدة تلو الأخرى ويهاجموهم الوحوش لكنهم يصدوهم ثم يفتح الزنزانة حيث يوجد جوغو ويهاجم ساسكي بقوة ويفتح ساسكي جزء من ختمته ويصد الهجمة ويخبره بأنه يريد التحدث فقط. | |                                                             |                                                             |
| 118 | «التشكيل» "كيسي!" (結成) | 351-352                                                     | 23 يوليو 2009                                               |
| يخبر ساسكي جوغو بخطته لكنه يرفض ويهاجمه ويكتفي ساسكي بالإفلات منها لكن يأتي سويغيتسو ويقاتل جوغو لكن يوقفهما ساسكي ويعود جوغو إلى الزنزانة خوفا من أن يقتل شخصا بريئا وهنا يعلم ساسكي بأن كيميمارو كان صديقه العزيز وهو الذي يحميه من توحشه ثم يقوم ساسكي بإقناعه أنه يمكنه أيضا حمايته من توحشه ثم ينضم إليهم ويسمي ساسكي الفريق بالتاكا ويخبرهم بأن الهدف منه هو تحقيق الإنتقام من أخيه إيتاشي أوتشيها وسوف يلحق بالأكاتسكي لإيجاد أخيه ويعلم ناروتو بكل مستجدات ساسكي ويقرر سباقه. | |                                                             |                                                             |
| سجلات كاكاشي (カカシ外伝 كاكاشي غايدِن) | |                                                             |                                                             |
| 119 | «سجلات كاكاشي ~ حياة الأولاد على ساحة المعركة ~ الجزء الأول» "كاكاشي غايدن ~ سينجو نو بويزورايفو ~ زينبين" (ド根性忍伝～自来也忍法帖～前編) | 239-241                                                     | 30 يوليو 2009                                               |
| قبل 17 سنة أثناء حرب الشينوبي الثالثة عندما كان كاكاشي في الثالثة عشر من عمره إرتقى ليصبح جونين وأحضر له قائد فريقه ميناتو (الشهاب الرابع) هدية وهو كوناي مميزة أما رفيقته رين نوهارا تعطيه عدة طبية صغيرة ورفيقه أوبيتو أوتشيها نسي أن يحضر له هدية ويخبرهم بأنه لديه مهمة لهم في جسر كانابي ثم ينطلقون إلى القرية وعندما يصلون يتلقى لهم مجموعة النينجا ويحاولون إيقافهم ويقوم كاكاشي بمحاولة استخدام مهارته الجديدة الشيدوري لكن يوقفه ميناتو ويقضي عليهم ويهربون ويخبره تاليا أوبيتو أن ذلك بسبب ما حدث مع أبيه الناب الأبيض وفي الغد يأمر ميناتو بقية الفريق لحراسة القرية ويذهب هو إلى الجسر لكن يعود النينجا وبقوة أكبر بقيادة كاكو ويخطفون رين بينما يبقى كاكاشي ويذهب أوبيتو لإنقاذها. | |                                                             |                                                             |
| 120 | «سجلات كاكاشي ~ حياة الأولاد على ساحة المعركة ~ الجزء الثاني» "كاكاشي غايدن ~ سينجو نو بويزورايفو ~ كوهين" (ド根性忍伝～自来也忍法帖～後編) | 242-244                                                     | 30 يوليو 2009                                               |
| يلحق أوبيتو بالخاطفين ويتبعهم إلى الكهف الذي وضعوا به رين ويعاركهم ويكاد يقتل لكن يأتي كاكاشي وينقذه ويعاركهم ويهربون رين لكن يفقد كاكاشي عينه ويستعمل العدة التي أعطته لها رين ليضمض الجرح لكن يأتي كاكو ويفجر الكهف بهم وتبدأ الصخور بالسقوط وينقذ أوبيتو كاكاشي من صخرة وتصيبه هو ويعطيه عين الشارينغان خاصته وتثبثها رين بقدراتها الطبية ويصنع كاكاشي شيدوري هائلة القوة ويقتل كاكو ويخرجون من هناك لكن يتلقى لهم المزيد من النينجا ويتذكر كاكاشي قدرات الكوناي ويستدعي ميناتو بواسطتها ويقضي على بقية الشينوبي ويتممون المهمة ويعتبرون أوبيتو بطلا. | |                                                             |                                                             |
| ...متابعة مهمة مطاردة إيتاتشي | |                                                             |                                                             |
| 121 | «التجمع» "أوغوكيداسومونو-تاتشي" (動き出すものたち)                                                                                          | 353-354                                                     | 6 أغسطس 2009                                                |
| بعد إمساك إيتاشي وشريكه بذي الأربعة ذي ذيول ثم يصلا فريقا كونوها إلى القرية وفي نفس الوقت يصل عضوي الأكاتسكي توبي وديدرا للبحث عن جينشوريكي بيجو، أما فريق التاكا فيبحث عن أعضاء الأكاتسكي للوصول إلى إيتاشي. | |                                                             |                                                             |
| 122 | «البحث» "تانساكو" (探索) | 355-357                                                     | 13 أغسطس 2009                                               |
| يتبين أن كابوتو هو جاسوس الأكاتسكي عند أوروتشيمارو ويقوم بمهارة طبية محرمة حيث يمتص تشاكرا المتبقية بجسده ويعلم بذلك خطط ساسكي ويخبر الأكاتسكي ثم تبدأ الفرق بالبحث حيث تتوزع كل فرق كونوها على القرية، ويستدعي كاكاشي كلابه ويترك أحدهم مع ساكورا أما ناروتو فيذهب مع ياماتو وهيناتا وساي، بينما كيبا يذهب مع كلبه أكامارو، وشينو يعتمد على حشاراته، ونفس الأمر مع التاكا، لكن ساسكي سرعان ما يجد ديدرا وتوبي، ويوقفهم. | |                                                             |                                                             |
| 123 | «الاشتباك!» "غيكيتوتسو!" (激突!) | 356-359                                                     | 20 أغسطس 2009                                               |
| ساسكي يوقف ديدرا وتوبي، ويبدأ ديدرا بالتكلم معه وحالما أنهى كلامه هاجمهما بسيفه ويسقط توبي بينما ديدرا يقفز بعيدا لكن توبي يستعمل مهارة نقل، ثم يبدأ ساسكي وديدرا بالتقاتل فيطيح ساسكي بc1وc2 الخاصة بديدرا ويخسر أحد جنحاه وبدأ ديدرا بتذكره اليوم الذي قدم الأكاتسكي لدعوته وتعارك مع إيتاشي وهزم هزيمة نكراء أمامه. | |                                                             |                                                             |
| 124 | «الفن» "غيجتسو" (芸術) | 360-362                                                     | 27 أغسطس 2009                                               |
| يقوم ديدرا بأكل متفجراته ويصنع رجلا ضخم مشابه له ويجعله يقترب منه ثم يفجره ويطلق الكثير من المتفجرات المجهرية في الهواء والتي تدخل في الجسد وتفجره من الداخل ويسميها c4 وصنعها من أجل إيتاشي، ثم يقوم بتفجير ساسكي ويختفي في الهواء. | |                                                             |                                                             |
| 125 | «الاختفاء» "شوشيتسو" (消失) | 363-364                                                     | 3 سبتمبر 2009                                               |
| يتضح بأن ساسكي كشف خدعة ديدرا حيث تمكنه الشارينغان من رؤيتها كسحابة من الشاكرا أما رؤية ساسكي يختفي كانت مجرد قينجيتسو فيحلق ساسكي فوق السحابة ويضرب ديدرا بشيدوري إلى قلبه، لكن ديدرا يكشفه بواسطة عينه الخاصة ويصنع له فخا ويصنع حول ساسكي c4 أخرى ويقفز بعيدا لكن برق ساسكي بإمكانه بطل مفعول قنابله فيلحق بديدرا ويسقطه أرضا، ثم يستعمل الشارينغان لمعرفة مكان إيتاشي وينجح، لكن ديدرا يفجر نفسه إنفجار قويا بحيث يراه كل الشينوبي بالقرية. | |                                                             |                                                             |
| 126 | «الشفق» "تاسوغاري" (黄昏) | 365-367                                                     | 10 سبتمبر 2009                                              |
| يرى كل الشينوبي بالقرية الإنفجار ويتسألون عن ماهيته لكن زيتسو علم بأن ديدرا فجر نفسه وأخبر باقي أعضاء الأكاتسكي، لكن ساسكي ينجو من الأنفجار بإستدعاء أفعى ضخمة والإختباء بداخله ويجده باقي أعضاء التاكا وتذهب فرق كونوها لتفقد الأمر لكنهم لا يجدون شيئا، بينما إيتاشي ذاهب إلى مقره يوقفه ناروتو ويواجهه ويتحدثان قليلا ويكمل إيتاشي طريقه إلى المخبأ لينتظر قدوم ساسكي بينما يعلم جيريا بمكان وجود باين ويخبر تسونادي وتأمره بجلب مزيد من المعلومات. | |                                                             |                                                             |
| قصة جيرايا الشجاع (自来也豪傑物語 جيرايا غوكيتسو مونوغاتاري) | |                                                             |                                                             |
| 127 | «قصص النينجا الشجاع ~ لفافة النينجا لجيرايا ~ الجزء الأول» "دوكونجو نيندين ~ جيرايا نينبوتشو ~ زينبين" (ド根性忍伝～自来也忍法帖～前編)     | 376، 381                                                    | 24 سبتمبر 2009                                              |
| قبل زمن طويل، عندما كان الهوكاغي الثالث في ريعان شبابه كان يدرب فريقا يتكون من جيرايا وتسونادي وأوروتشيمارو وكل منهما إكتشف قدراته وإستطاع النجاح بإستثناءه هو لذا قرر الذهاب إلى جبل ميوبوكو بإستعمال تقنية النقل بالإستدعاء فيجده أحد الضفادع العظماء المدعو فوكاسكو وزوجته ميشا ويأخذانه إلى الضفدع الأعظم الذي يخبره عن قصة فتى النبوءة وبإمكانية كونه هو ويذهب للتدرب مع فو على نمط الناسك. | |                                                             |                                                             |
| 128 | «قصص النينجا الشجاع ~ لفافة النينجا لجيرايا ~ الجزء الثاني» "دوكونجو نيندين ~ جيرايا نينبوتشو ~ كوهين" (ド根性忍伝～自来也忍法帖～後編)     | 369، 372-373، 376، 382                                      | 24 سبتمبر 2009                                              |
| بعد إندلاع حرب الشينوبي الثانية أصبح جيرايا ورفيقاه من الإنبو فأرسلهم الهوكاغي الثالث في مهمة خطيرة للقرية المخفية في المطر للقضاء على السلامندر العظيم هانزو ويتغلبون عليه ويسميهم بالثلاثي الأسطوري لكنه يفلت منهم ويهرب، لكن في أثناء عراكهم كان هناك ثلاثة أطفال يتامى ياهيكو وكونان وناقاتو شاهدوا المعركة وبعد ذلك إقترحوا عليهم المساعدة ورغب أوروتشيمارو في قتلهم ليخلصهم من عذابهم لكن يمنعه جيرايا ويوافق على تدريبهم ظنا منه أن أحدهم هو طفل النبوءة خصوصا لأن ناقاتو يمتلك عين أسطورية عين كان يمتلكها فقط حكيم المسارات الستة وتدعى الرينيغان وبعد ذلك يعود للقرية ويتلقى بعد بضعة أشهر خبر موتهم بعد إشتباكهم مع السلامندر هانزو وعلى إثر ذلك يدرب فتى ٱخر ظانا منه نفس الأمر وهو ميناتو الذي أصبح فيما بعد الهوكاغي الرابع ويتزوج بكوشينا أوزوماكي وتحمل منه بطفل يودان تسميته ناروتو. | |                                                             |                                                             |
| 129 | «التسلل! قرية المطر المخفية» "سينيو! أميغاكوري نو ساتو" (潜入! 雨隠れの里)                                                                  | 367-369                                                     | 8 أكتوبر 2009                                               |
| يعلم جيريا أن زعيم الأكاتسكي المدعو باين يوجد بقرية المطر ثم يقوم بالتسلل إليها ويكتشف أن بعض النينجا ينقلون الجثث إليه في برج عالي، فيقوم بالإستيلاء على جسد أحدهم من ظله، ويبدأ بجمع المعلومات، لكن رفيقة الزعيم المدعوة كونان تكتشف الأمر وتخبره ويأمرها بأن تريه مكانه وإن وصلت إليه أولا فلتحاول قتله، ثم تصل إليه كونان ويتضح بأنها كانت تلميذته ويتعاركان لكنه يكشف سر قوتها ويقضي عليها بربطها بواسطة شعره، لكن سرعان ما يأتي باين ويحررها ويتبين بأنه يمتلك عين أسطورية تدعى رينيغان لكن يمسكه جيريا بشعره أيضا لكنه يفلت ويقول له بأنه أصبح ألها. | |                                                             |                                                             |
| 130 | «الرجل الذي أصبح إلهًا» "كامي تو ناتا أوتوكو" (神となった男)                                                                                 | 370-374                                                     | 8 أكتوبر 2009                                               |
| يقوم باين بإستدعاء سحلية يختبأ بداخلها بينما يستدعي جيرايا ضفدعا ضخما ويبدأ بتجميع الشاكرا ليدخل إلى نمط الناسك ثم تختفي السحلية ويبدأ باين بإستدعاء ذئاب مجنحة لا تموت وتقضي على ضفدع جيريا الذي يقوم بنقلهم إلى معدة ضفدع حيث يلقون حتفهم ويعود جيرايا وضفدعه فيهاجمهم طائر عملاق ويطيح بالضفدع لكن جيرايا يحرق الطائر ويستدعي باين مرة أخرى وحيد قرن وثور ضخمين لكن جيرايا يدخل نمط الناسك ويقضي عليه. | |                                                             |                                                             |
| 131 | «نمط الناسك المكرم» "هاتسودو! سينين مودو" (発動! 仙人モード)                                                                                | 375-376                                                     | 15 أكتوبر 2009                                              |
| بعد أن دخل جيرايا لنمط الناسك إستدعى الضفدعين السانين العظيمين فو وزوجته ما، ثم يستدعي باين شخصان ٱخران بالرينيغان ويبدأون بالقتال ويكتشف جيرايا أن أحدهم يمتص المهارات فينسحب قليلا ويكتشف أيضا أن نظرهم مرتبط ومتصل ويقوم الضفدعان صنع قينجيتسو قوي من خلال السمع ويقوم جيرايا بإبتكار خطة وتنجح ويتمكن من إدخالهم في الوهم ويقتلهم، لكن فجأة يهاجمه أحد ٱخر بالرينيغان ويحاول تفجيره لكن جيرايا يقفز بسرعة بعيدا فوق الماء ورغم ذلك فقد بترت يده اليسرى. | |                                                             |                                                             |
| 132 | «الحضور، مسارات باين الستة» "بين ريكودو، كينزان" (ペイン六道、見参)                                                                         | 377-379                                                     | 22 أكتوبر 2009                                              |
| عندما قفز جيرايا فوق الماء لحق به ستة ٱخرون بالرينيغان من ضمنه الذين قتلهم، ثم يندهش بكون أحدهم تلميذه السابق والذي هو ميت، ثم يقاتل ستتهم لكنه يخسر ويسقط تحت الماء ثم يسحب أحدهم إليه ويقتله لكنه يخرج من نمط الناسك ورغم جروحه يرفض الهروب مع الضفدعة ما ويعود إلى المعركة ليكتشف سر الباين، عندما يعود إلى باين مع فو يكتشف سر باين لكن يهاجمه أحدهم بسرعة ويحطم حنجرته ويطعنوه البقية في ظهره ويسقط جيرايا أرضا. | |                                                             |                                                             |
| 133 | «قصة جيرايا الشجاع» "جيرايا غوكيتسو مونوغاتاري" (自来也豪傑物語)                                                                            | 381-383                                                     | 29 أكتوبر 2009                                              |
| يبدأ بتذكر حياته وعن مدى فشله وتلميذه الشهاب الرابع عندما عرض عليه بأن يصبح الأب الروحي لإبنه ناروتو وعندها يدرك بأن ناروتو أوزوماكي نفسه هو ابن الشهاب الرابع وبأنه هو طفل النبوءة، ويستعيد جيرايا وعيه ويحفر رموزا سرية عن ماهية باين بواسطة الشاكرا في ظهر الضفدع فو لكن باين يهاجمهم بقوة ويسقط جيريا في الماء ويعلن بأن ناروتو هو طفل النبوءة ثم يموت، ولكن الضفدع يهرب ليوصل الشيفرة لتسونادي. | |                                                             |                                                             |
| المعركة المحتومة بين الأخين (連命の兄弟対决 أونميه نو كيوداي تايكِتسو) | |                                                             |                                                             |
| 134 | «دعوة إلى وليمة» "أوتاغي إي نو إيزاني" (宴への誘い)                                                                                         | 366-367، 371، 380، 383                                      | 5 نوفمبر 2009                                               |
| ينطلق فريق التاكا إلى إيتاشي ويتبعهم الفريق السابع لكونوها ويوقفهم كيسامي ويترك ساسكي وحده ليمر ويترك ساسكي يمر ويتعارك مع سويغيتسو ويوقف الفريق السابع ساسكي ولكن يظهر توبي ويوقفهم ويذهب ساسكي وحده لمخبأ إيتاشي. | |                                                             |                                                             |
| 135 | «اللحظة الأطول» "ناغاكي توكي نو ناكا دي..." (長き瞬間の中で...)                                                                             | 383-385                                                     | 19 نوفمبر 2009                                              |
| يذهب ساسكي وحده إلى مخبأ إيتاشي، عندما يلتقيان يبدأن بالقتال بواسطة قينجيتسو الشارينغان فقط بينما يشاهد زيتسو القتال عن بعد وأثناء ذلك يخبر إيتاشي ساسكي عن هوية الشخص الثالث بالمانغيكيو شارينغان الذي هو مادارا أوتشيها أحد مؤسسي كونوها لكن ساسكي لا يصدقه لأنه يجب أن يموت منذ وقت طويل ويخبره إيتاشي بأنه لايزال حيا بفضل سر المانغيكيو شارينغان الٱخر. | |                                                             |                                                             |
| 136 | «نور وظلام المانغكيو شارينغان» "مانغيكيو شارينغان نو هيكاري تو يامي" (万華鏡写輪眼の光と闇)                                                 | 386-387                                                     | 19 نوفمبر 2009                                              |
| يكشف إيتاشي لساسكي سر المانغيكيو شارينغان من خلال رويه له لقصة مادارا أوتشيها وأخيه إيزونا أوتشيها اللذان إكتشف المانغيكيو شارينغان لكن سرعان ما بدأ بصرهما يضعف كلما إستعملوها حتى أصيب مادارا بالعمى ثم أخذ عينا أخيه وعاد بصره إليه وليس هذا فقط بل إكتسب قوى جديدة المانغيكيو شارينغان الأبدية التي جعلت منه خالدا وأقوى مما كان سابقا ويبدي إيتاشي رغبته بإمتلاك نفس القوى من خلال أخذ عيني ساسكي ثم يبدأن بالتعارك وسرعان ما يثبث إيتاشي ساسكي ويأخذ إحدى عيناه. | |                                                             |                                                             |
| 137 | «أماتيراسو» "أماتيراسو" (天照) | 388-390                                                     | 26 نوفمبر 2009                                              |
| يتضح فيما بعد أن كل ذلك كان مجرد وهم قوي يدعى تسوكيومي ويتمكن ساسكي من الإفلات منه، يقوم إيتاشي بإحضار نيران سوداء تدعى أماتيراسو لكن ساسكي يمنع من ذلك ويبدأ بمهاجمته ويتمكن إيتاشي من صد هجماته ويوقع ساسكي أرضا أخيرا بلهب الأماتيراسو لكن ساسكي ينجو بإستعمال أحد مهارات أوروتشيمارو ويهاجم إيتاشي بنيران خاصة لكنها لم تقضي عليه، فجأة بدأ المطر يتساقط. | |                                                             |                                                             |
| 138 | «النهاية» "شوين" (終焉) | 391-393                                                     | 3 ديسمبر 2009                                               |
| بعد أن بدأ المطر يتساقط هبت عاصفة برق قوية ويعترف ساسكي أنه المسؤول ويتسلق أعلى البناية ويستدعي تنين برق عملاق يدعى كانين ثم يطلقه نحو إيتاشي مباشرة ويدمر البناية بأكملها ويسقط إيتاشي أرضا، لكن فجأة ينهض إيتاشي مجددا ويقول لساسكي :" أهذه هي الميتة التي تخيلت لي." ويفتح ساسكي ختم اللعنة بأكمله بينما يقوم إيتاشي بصنع محارب ضخم يدعى سوسانو بعد فتح ساسكي للختم بأكمله يتحرر الجزء المتبقي من أوروتشيمارو في ساسكي ويخرج محضرا معه مجموعة من الٱفاعي الضخمة ويحارب سوسانو إيتاشي وتخرج السوسانو سيفا ويقطع رؤوس كل الأفاعي باستثناء واحدة وتخرج أوروتشيمارو من فمها والذي يخرج سيفا من فمه ويتقرف زيتسو منه ولكن يختمه إيتاشي بسيفه ويزيل الختم كله من جسد ساسكي لكن بمجرد ما إن وصل إيتاشي لساسكي ضربه بإصبعيه في جبينه فقط وسقط أرضا جتثا هامدة ثم يستلقي ساسكي بجانبه أرضا. | |                                                             |                                                             |
| 139 | «غموض توبي» "توبي نو نازو" (トビの謎) | 394-397                                                     | 10 ديسمبر 2009                                              |
| يواصل توبي قتال الفريق السابع ولكن هجماتهم لا تنفع ضده حتى يذهب زيتسو ليخبر توبي بنهاية المعركة فيستعمل عين الشارينغان خاصته لينقل جسديهما إلى مبنى خاص به ويغادر، ثم يذهب توبي باحثا عن ساسكي فيجده ويخبره بأنه هو مادارا أوتشيها وهو مؤسس وقائد الأكاتسكي الحقيقي وكان يتنكر بأنه توبي ليبقي شخصيته الحقيقية سرية وبأنه يعرف بحقيقة إيتاشي. | |                                                             |                                                             |
| 140 | «المصير» "إنين" (因縁) | 398-400                                                     | 17 ديسمبر 2009                                              |
| يخبر مادارا أوتشيها ساسكي بقصة الأوتشيها مع كونوها منذ البداية حيث كان الأوتشيها يحاربون عشيرة أخرى السينجو لكن لا يتمكن كلا الطرفان من تحمل نتائج الحرب فقرر هاشيراما سينجو قائد السينجو عقد إتفاق مع مادارا أوتشيها قائد الأوتشيها بتوحيد عشيرتهما وتكوين قرية مستقلة بحد ذاتها ويوافقون لكن تبقى المشكلة في من سيصبح الهوكاغي الأول لكونوها وينتخب كل المواطنين هاشيراما لكن مادارا لا يقبل ويتمرد ويسيطر على الكيوبي ويهاجم كونوها لكن يضحي هاشيراما بحياته لختم الكيوبي بزوجته ميتو أوزوماكي والقضاء على مادارا الذي نجا لأنه يمتلك المانغيكيو شارينغان الأبدية. | |                                                             |                                                             |
| 141 | «الحقيقة» "شينجتسو" (真実) | 400-402                                                     | 24 ديسمبر 2009                                              |
| بعد أن أخبر مادارا بقصته لساسكي يروي له قصة إيتاشي ويخبره بأن الأوتشيها كانوا يريدون الإنقلاب على كونوها ويخبر إيتاشي دانزو بالأمر فقد كان كالعميل المزدوج لكن هنا يأمره دانزو بقتل عشيرته بأكملها بإستعمال سلاحه الجديد المانغيكيو شارينغان ويقتل كل عشيرته تحت أوامر دانزو وإنضم إيتاشي للأكاتسكي فقط ليحمي أخاه منها. ثم ينضم ساسكي وفريقه للأكاتسكي. | |                                                             |                                                             |
| 142 | «معركة وديان سحابة البرق» "أنرايكو نو تاتاكاي" (雲雷峡の闘い)                                                                               | 403-404، 408، 410-411                                       | 7 يناير 2010                                                |
| يسعد مادارا أوتشيها بإنضمام ساسكي وفريق التاكا للأكاتسكي ويسلم إليهم أزياء الأكاتسكي ويكلفهم بجلب جينشوريكي الهاتشيبي بينما تعود كل فرق كونوها خائبة مرة أخرى لكونوها ويذهب ساسكي وسويغتسو وكارين وجوغو الذين أطلقوا على نفسهم اسم تاكا للقبض على الهاتشيبي ويتجهون لقرية البرق ويستجوبون أحد النينجا من القرية لكنه يرفض اخبارهم بمكان كيلر بي جنشوريكي الهاتشيبي فيستخدم ساسكي القينجتسو على هذا النينجا لإجباره على إخبارهم بمكان كيلر بي فيخبرهم أنه يتدرب في جزيرة السحابة الرعدية فيذهبون إلى هناك ويتلقون له، فيهاجمه سوغيتسو بسيفه لكنه ينزع منه سيفه ويتراجع وراءا ثم يهجم جوغو لكنه يسقطه بضربة واحدة، وهنا يتقدم ساسكي ليقاتله. | |                                                             |                                                             |
| 143 | «ساسكي ضد ذي الثمانية ذيول» "هاتشيبي تاي ساسكي" (「八尾」対「サスケ」)                                                                      | 411-415                                                     | 14 يناير 2010                                               |
| يبدأ ساسكي وكيلر بي بالقتال لكن يصاب ساسكي بطعنتين في كتفيه من إحدى سيوف كيلر بي لكن كارين تعالجه بجعله يعض يدها فيمتص تشاكرا طبية معالجة منها وتشفى جروحه ويعود للقتال مع سوغيتسو وجوغو ويكاد يقضون عليه لكنه يهرب وتجده كارين وينطلق ساسكي نحوه بسرعة ثم يخرخ كيلر بي شاكرا الهاتشيبي ويهاجم التاكا لكن جوغو ينقذ كارين ويسقط سوغيتسو في الماء ثم يهاجم ساسكي ويضربه ضربة قوية على رقبته وعنقه فتأتي كارين لتعالجه لكن جوغو يعالجه بنشر الختمة الملعونة خاصته مع التشاكرا في جسد ساسكي ثم يتحول الهاتشيبي إلى شكل الوحش الكامل ويريد ضربهم لكن فجأة يظلله سوغيتسو ويبعده عنهم بواسطة وحش من الماء لكن يضربه الهاتشيبي بكرة بيجو ضخمة ويقضي عليه ويهاجم البقية لكن يستخدم ساسكي الأماتيراسو فيحرق الهاتشيبي بلهب أسود لا يخمد فيهيج الهاتشيبي ويضرب كارين فيصيبها اللهب الأسود لكن ساسكي يكتشف قدرته على إطفاء هذا اللهب ويطفؤه عن كارين وعن كيلر بي ويأخذون كيلر بي ويأخذون سوغيتسو معهم ويذهبون وفي هذا الوقت يكتشف اثنان من نينجا قرية البرق الأمر ويقررون إخبار الرايكاجي زعيم قرية البرق وأخ كيلر بي. | |                                                             |                                                             |

## إصدارات منزلية
| مجلد | تاريخ         | أقراص | حلقات            | مرجع  |
| ---- | ------------- | ----- | ---------------- | ----- |
| 1    | 13 يناير 2010 | 1     | 113–116          | [ 6 ] |
| 2    | 3 فبراير 2010 | 1     | 117–118، 121–122 | [ 6 ] |
| 3    | 3 مارس 2010   | 1     | 123–126          | [ 6 ] |
| 4    | 7 أبريل 2010  | 1     | 127–130          | [ 6 ] |
| 5    | 12 مايو 2010  | 1     | 131–134          | [ 6 ] |
| 6    | 2 يونيو 2010  | 1     | 135–138          | [ 6 ] |
| 7    | 7 يوليو 2010  | 1     | 139–143          | [ 6 ] |